# Половинное (озеро, Полудинский сельский округ)
Половинное (каз. Половинное) — озеро в Полудинском сельском округе района Магжана Жумабаева Северо-Казахстанской области Казахстана. Находится в 25 км к юго-западу от города Булаево и в 4,6 км к востоку от села Полудино в урочище Камышловский лог.
По данным топографической съёмки 1940-х годов, площадь поверхности озера составляет 7,41 км². Наибольшая длина озера — 3,3 км, наибольшая ширина — 2,8 км. Длина береговой линии составляет 10,8 км, развитие береговой линии — 1,11. Озеро расположено на высоте 121,6 м над уровнем моря.
По данным исследований второй половины 1950-х годов, площадь поверхности озера составляет 7 км². Наибольшая длина озера — 4,5 км, наибольшая ширина — 2,4 км. Длина береговой линии составляет 11,5 км.
Озеро входит в перечень рыбохозяйственных водоёмов местного значения.